# Wofo, Chongqing
Wofo (kinesiska: 卧佛) är en köping i sydvästra Kina. Den ligger i stadsdistriktet Tongnan i storstadsområdet Chongqing, omkring 85 kilometer nordväst om det centrala stadsdistriktet Yuzhong. Antalet invånare är 24 209. Befolkningen består av 11 909 kvinnor och 12 300 män. Barn under 15 år utgör 22,0 %, vuxna 15-64 år 61 %, och äldre över 65 år 16,0 %.